# Dongs of Sevotion
Dongs of Sevotion è l'ottavo album in studio di Smog, il cui vero nome è Bill Callahan. È stato pubblicato il 3 aprile 2000 in Europa dalla Domino Recording Company e il giorno seguente in Nord America da Drag City. Ha raggiunto il numero 28 nella classifica degli album indipendenti del Regno Unito.
Su Metacritic, che assegna un punteggio medio ponderato su 100 basato sulle recensioni dei critici, l'album ha ricevuto un punteggio medio dell'85%, indicando un'accoglienza molto positiva.
NME lo ha inserito al 27º posto nella lista dei migliori album del 2000. Pitchfork lo ha collocato al decimo posto nella loro lista dei "20 migliori album del 2000".

## Tracce
1. Justice Aversion – 4:50
2. Dress Sexy at My Funeral – 5:30
3. Strayed – 6:05
4. The Hard Road – 2:47
5. Easily Led – 3:00
6. Bloodflow – 7:18
7. Nineteen – 6:21
8. Distance – 7:54
9. Devotion – 5:55
10. Cold Discovery – 5:56
11. Permanent Smile – 5:39